# 8182 Akita
8182 Akita eller 1992 TX är en asteroid i huvudbältet som upptäcktes 1 oktober 1992 av de båda japanska astronomerna Kazuro Watanabe och Masayuki Yanai vid Kitami-observatoriet. Den är uppkallad efter den japanske astronomen Isao Akita.
Asteroiden har en diameter på ungefär 5 kilometer och den tillhör asteroidgruppen Koronis.